# Bordierhütte
Die Bordierhütte ist eine alpine Schutzhütte der Sektion Genf des Schweizer Alpen-Clubs (SAC). Sie liegt oberhalb von St. Niklaus im Mischabel, Walliser Alpen. Sie ist zentraler Ausgangspunkt für die Gipfel der Balfringruppe und des Nadelgrats. Benannt ist die Hütte nach dem Genfer Bankier Pierre Bordier, der 1927 den Bau der Hütte mit ihren ursprünglich 52 Schlafplätzen unterstützte.
Die Hütte ist in den Sommermonaten bewartet, während der restlichen Zeit stehen Küche, Essraum und Schlafräume zur Verfügung.

## Bordierweg und Wegvariante

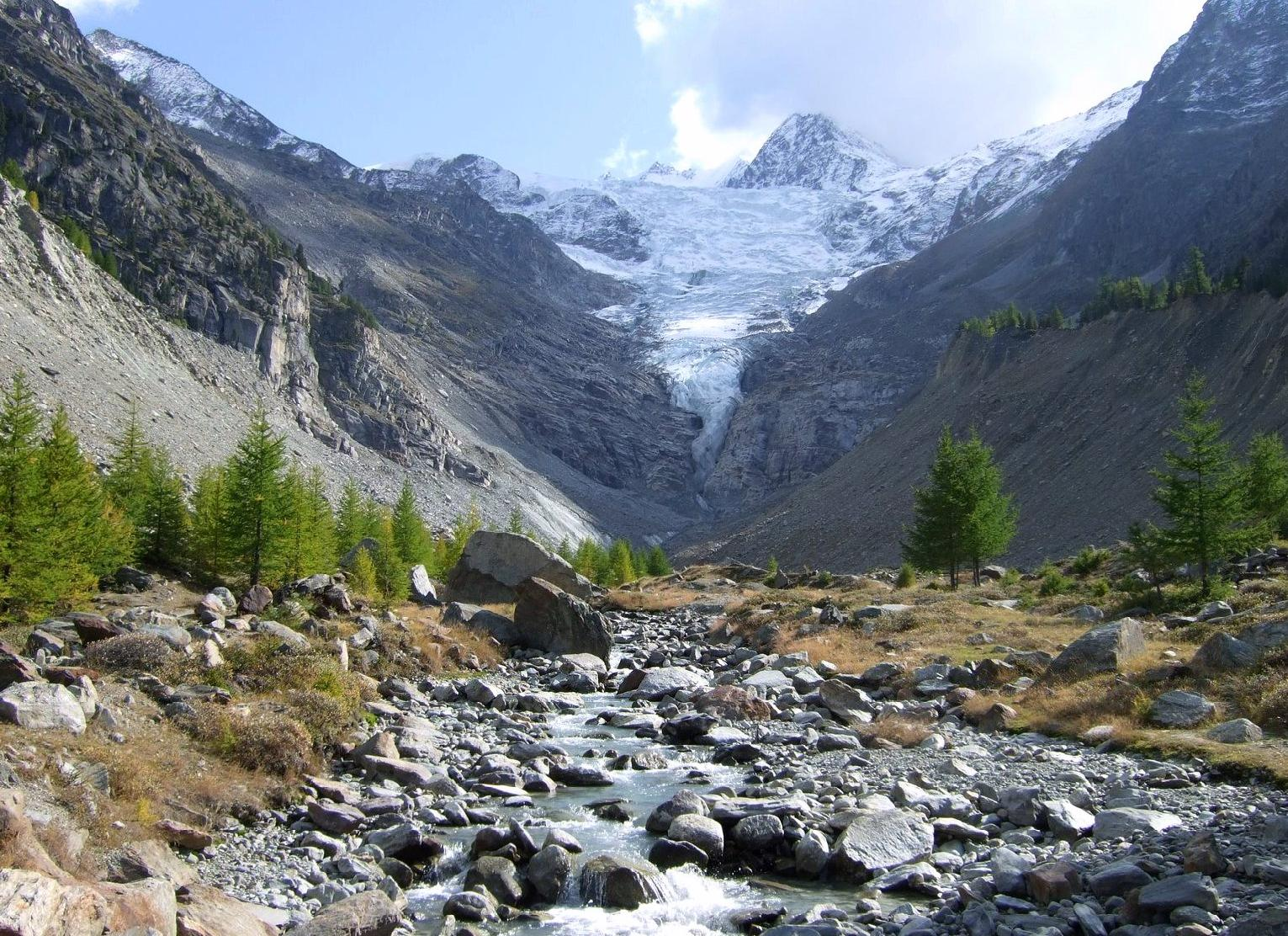
Riedbach und Riedgletscher

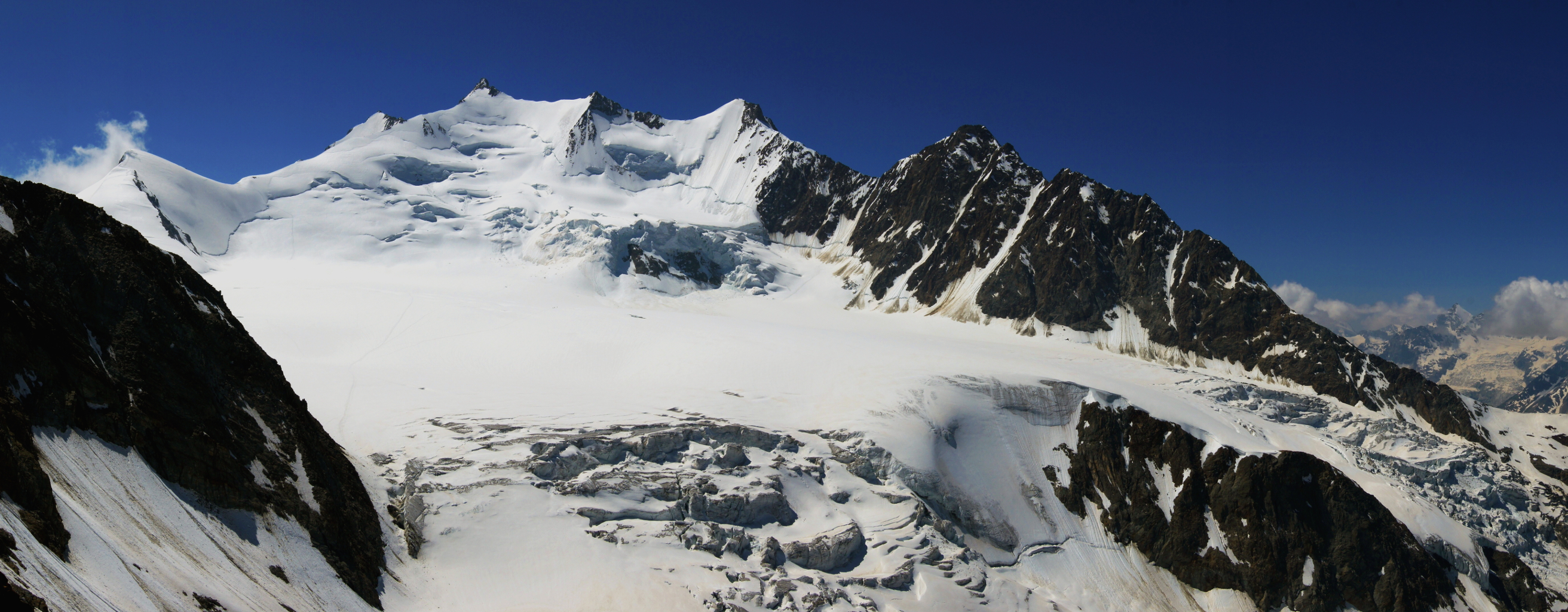
Riedgletscher und Nadelgrat mit Lenzspitze und Ulrichshorn, von rechts Dürrenhorn, Hohberghorn, Stecknadelhorn, Nadelhorn, im Hintergrund Lenzspitze, Windjoch, Ulrichshorn und die dunklen Hänge des Balfrin

Der Zustieg zur Bordierhütte erfolgt von Gasenried aus, erfordert eine Gehzeit von etwa 4 bis 4½ Stunden und ist hochalpin mit der Schwierigkeit T3. Im oberen Teil musste dabei bis Juni 2023 der Riedgletscher gequert werden.
Nach dem Verlassen des Dorfes Gasenried führt der Weg entlang der «Wasserleita» Nieschwasser vorbei an der Kapelle Schalbetten und dann durch den Riederwald vorbei an der Wegverzweigung auf den Grat weiter nach Alpja auf eine Höhe von 2099 m ü. M. Von Alpja zog der markierte Wanderweg bis Juni 2023 hinauf bis zum Riedgletscher auf 2707 m ü. M. Auf diesem alten Hüttenweg war eine flache Gletscherüberquerung (mit Stangen als Markierung) notwendig. Im Sommer 2023 wurde der neue Hüttenweg eingeweiht. Dieser quert bei ca. 2300 m. ü. M. von der orographisch linken auf die orographisch rechte Seite des Gletschers, was erst durch den starken Rückgang des Riedgletschers möglich wurde. Auf dieser Seite zieht sich der gut ausgebaute Weg dann den Hang hinauf zur Hütte, wobei im oberen Teil noch zwei kleinere Leitern bei der Überwindung einer Felsstufe helfen.

## Gipfel
- Balfringruppe
  - Balfrin (3796 m)
  - Gross Bigerhorn (3626 m), weglose Wanderung
  - Klein Bigerhorn (3182 m), der Hausberg der Hütte
  - Färichhorn (3292 m)
  - Platthorn (3246 m)
  - Gabelhorn (3136 m)
- Ulrichshorn (3925 m)
- Nadelgrat
  - Nadelhorn (4327 m)
  - Stecknadelhorn (4240 m)
  - Hohberghorn (4218 m)
  - Dürrenhorn (4035 m)